# Галине болото
Галине болото — гідрологічний заказник місцевого значення в Україні. Розташований в болотяно-лісовому масиві заплави річки Псел у межах Лебединського району Сумської області, на відстані 2,5 км на захід від села Великий Вистороп в лісовому фонді ДП «Лебединський лісгосп». Площа 220 га. Заснований у 1992 році. 